# BMW 1M coupé
El BMW 1M coupé és la versió més esportiva de la gamma Sèrie 1 de BMW de l'època del 2010.
BMW va encarregar a la seva filial M la realització d'aquest vehicle. Es va partir de la carrosseria del Sèrie 1 E87, s'hi van implantar els eixos de l'M3 del 2007 i un motor de 3,0 litres turbo del 340 cv. Degut a l'increment d'amplada del xassis, la carrosseria va patir uns eixamplaments clarament visibles, que el converteixen en una èstètica ben agressiva i clarament diferenciada dels germans de la sèrie 1.
El seu successor natural va ser el BMW M2.

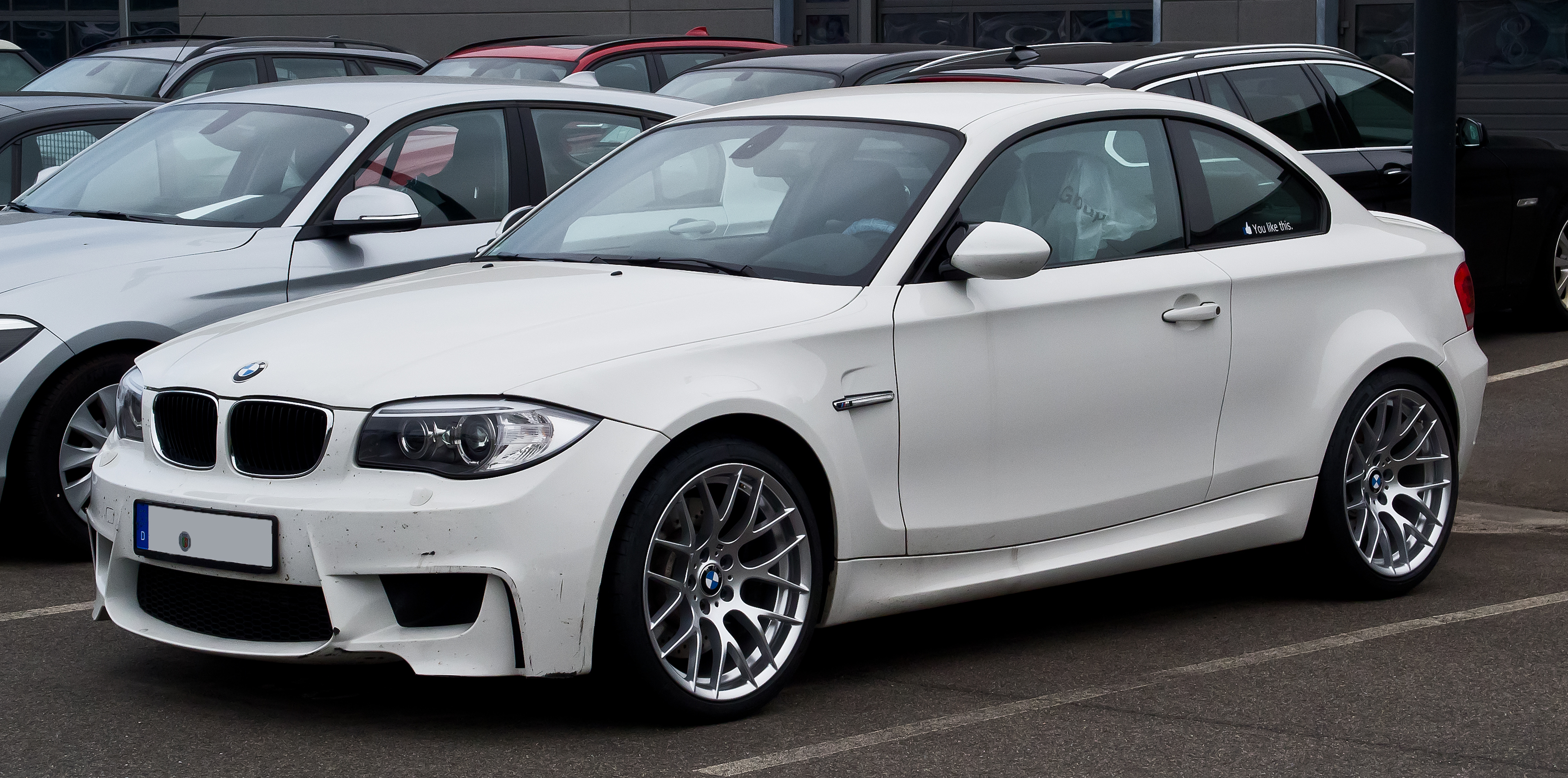
BMW 1M Coupé (2011–2012)
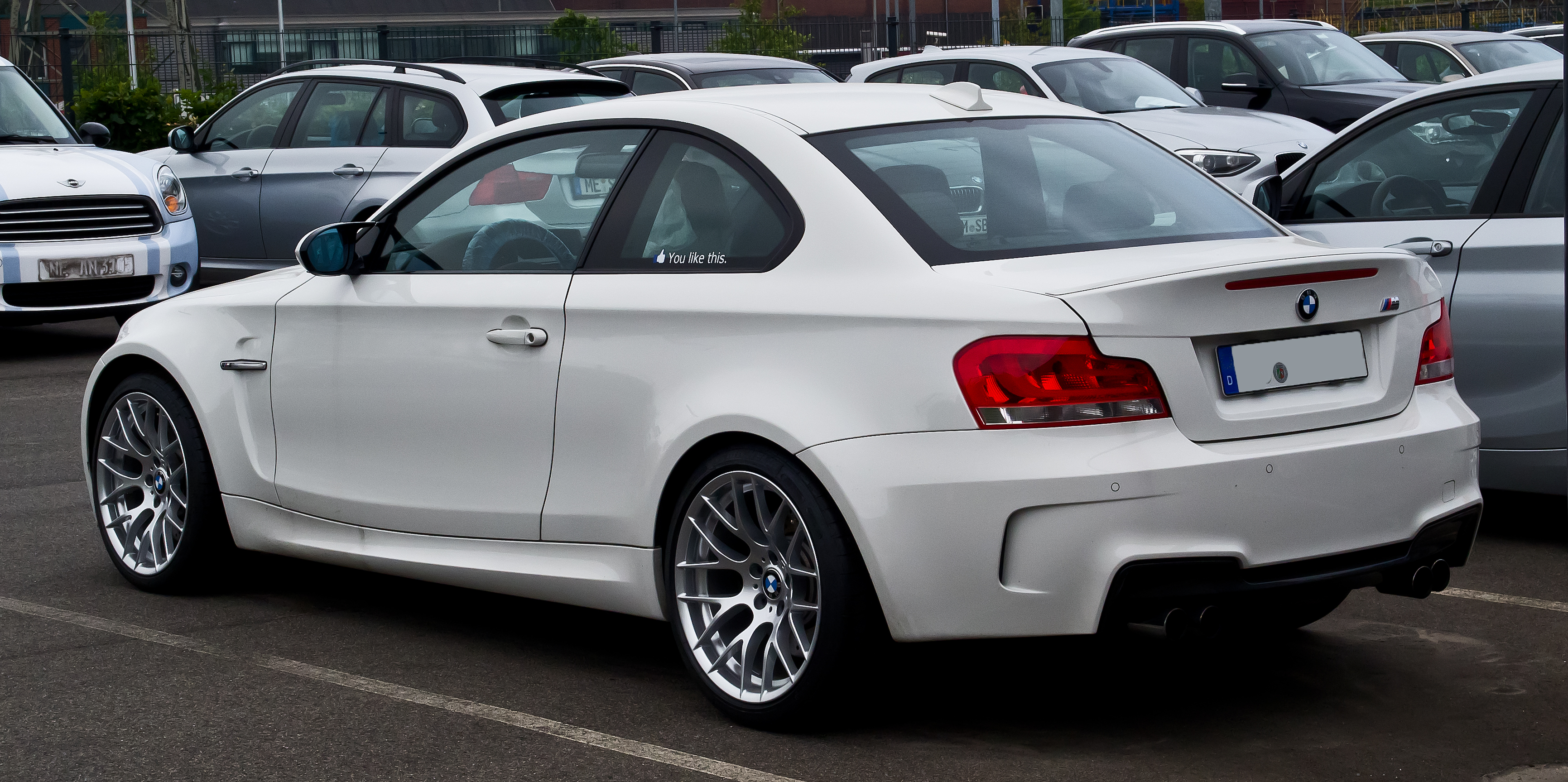
BMW 1M Coupé
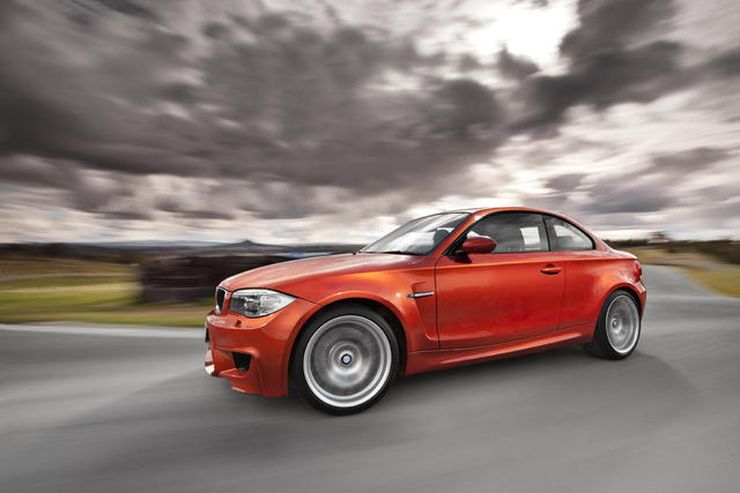
BMW 1M Coupé
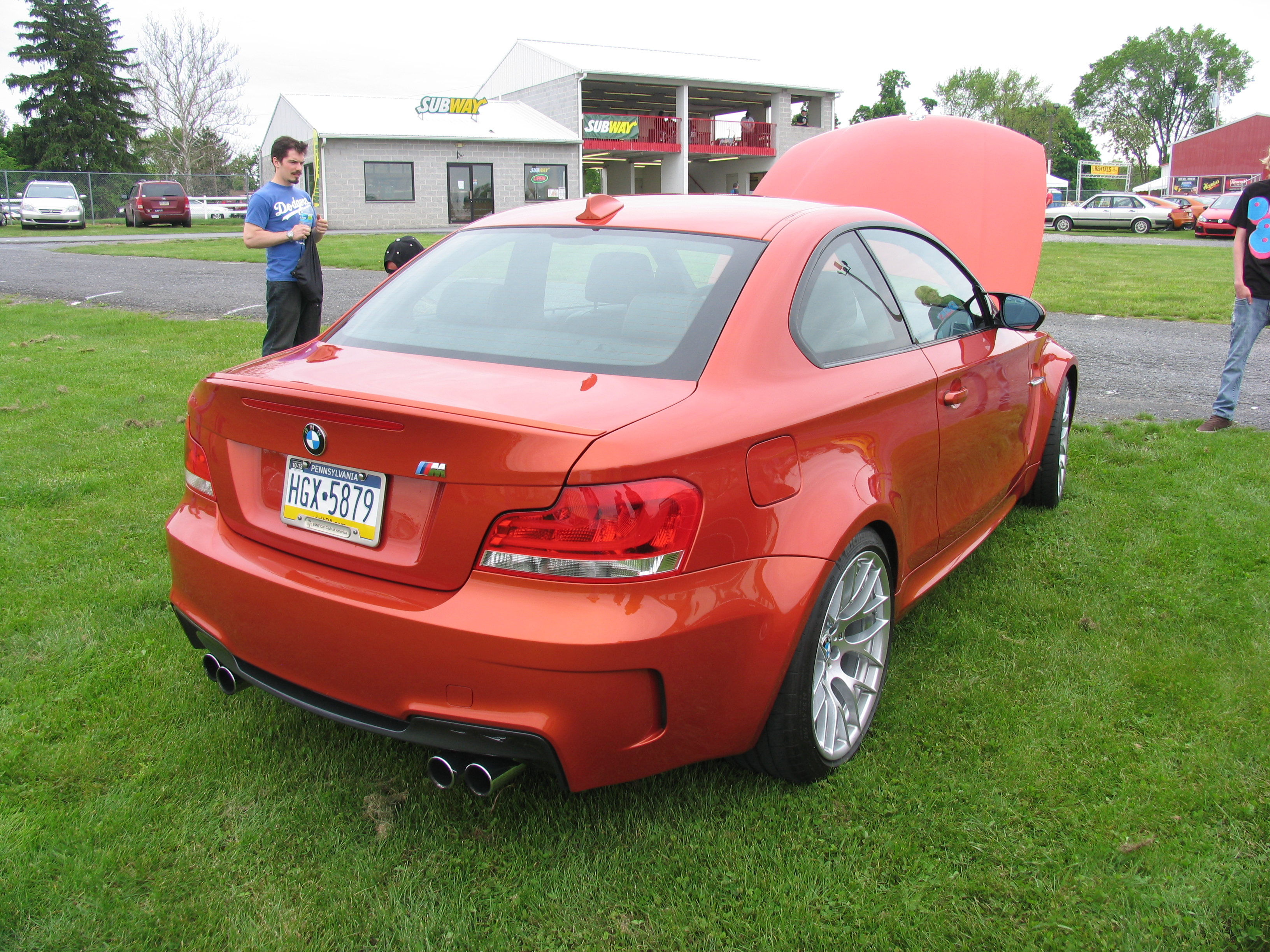

## Producció
- UR91 (European-spec, LHD): 4,155 unitats produïdes, des de 03/2011 fins a 06/2012

- UR92 (European-spec, RHD): 1,204 unitats produïdes, des de 03/2011 fins a 06/2012

- UR93 (North American-spec, LHD): 983 unitats produïdes, des de 03/2011 fins a 12/2011